# Ishockey i Finland
Ishockey i Finland har spelats i organiserad form sedan mitten av 1920-talet. Det högsta styrande organet är Finlands Ishockeyförbund.

## Klubblag och seriespel
På herrsidan är FM-ligan den högsta divisionen, följt av de nationella serierna Mestis och Finlandsserien. Den fjärde högsta nivån, division II, är uppdelad i sex geografiska regioner.
Tills 1975 var FM-serien den högsta serienivån.
Det mest framgångsrika klubblaget är Ilves som har blivit mästare 16 gånger, 15 gånger i FM-serien och en gång i FM-ligan. Övriga framgångsrika lag är Tappara, TPS, HIFK, Jokerit och Kärpät.

## Landslag
Finlands herrar tog sin första EM-medalj 1962, silver vid kombinerade världs- och Europamästerskapet. Finlands första OS-medalj var OS-silver 1988. Första VM-medaljen var silvret 1992. Vid VM 1995 i Sverige tog Finland guld. 2011 tog Finland guld mot Sverige igen i Slovakien. I World Cup 2004 slutade Finland på andra plats.
Finlands damer vann alla de fyra första inledande EM-turneringarna 1989-1995. I VM är brons bästa placeringen.

### Fotnoter
1. ↑  ”ishockey”. Uppslagsverket Finland. Arkiverad från originalet den 10 augusti 2014. https://web.archive.org/web/20140810202437/http://www.uppslagsverket.fi/bin/view/Uppslagsverket/Ishockey. Läst 29 juli 2014.